# Доња Јутрогошта
Доња Јутрогошта је насељено мјесто у општини Козарска Дубица, Република Српска, БиХ. Према попису становништва из 1991. у насељу је живјело 89 становника.

## Назив
До 1962. године име насеља је било Јутрогошта.

## Становништво
| Демографија | Демографија | Демографија |
| Година      | Становника  | Становника  |
| ----------- | ----------- | ----------- |
| 1948.       | 334         |             |
| 1953.       | 227         |             |
| 1961.       | 108         |             |
| 1971.       | 85          |             |
| 1981.       | 82          |             |
| 1991.       | 89          |             |